# Plantagenet Richárd yorki herceg
Plantagenet Richárd yorki herceg (1411. szeptember 21. – Wakefield, 1460. december 30.) korának egyik legnagyobb hatalmú főura volt Angliában. Hatalmas birtokokat örökölt, és ennek megfelelő politikai ambíciói voltak. Hosszú ideig hűségesen szolgálta VI. Henriket a százéves háborúban Franciaországban, de úgy érezte, hogy a király és az udvarához tartozó főurak ellenségesen, rangjához és eredményeihez képest méltatlanul bánnak vele. 
Yorki Richárd egyre növekvő gyűlölettel fordult Edmund Beaufort, Somerset hercege felé, akit ezért a bánásmódért a leginkább okolt. Mivel hosszú időn át nem sikerült politikai céljait elérni, egyre erőteljesebben törekedett arra, hogy magának vagy örököseinek szerezze meg az angol koronát. Végül konok szembenállása a Lancaster-házzal a rózsák háborújának kirobbanásához vezetett. Mivel a wakefieldi csatában életét vesztette, nem érhette meg, hogy két fiából – IV. Eduárd és III. Richárd – is Anglia királya lett.

## Származása, családja
Yorki Richárd apja Conisborough-i Richárd, Cambridge harmadik grófja, anyja Anne Mortimer, March negyedik grófjának leánya, Edmundnak, March ötödik grófjának testvére volt. Richárd anyai és apai ágon egyaránt leszármazottja volt III. Eduárd angol királynak: anyja Eduárd második fiának, Lionelnek, apja pedig Eduárd negyedik fiának, Edmundnak az unokája volt. Langleyi Edmund volt York első hercege. Richárdnak egy nővére volt, Isabel (1409–1482), aki Henry Bourchierhez, Essex első grófjához ment feleségül. Anyjuk Richárd születésekor halt meg.
Richárd négyéves volt, amikor apja meghalt: 1415. augusztus 5-én kivégezték a Southampton-árulásban játszott szerepe miatt, amely V. Henrik angol király ellen irányult. Richárd ekkor királyi gyámság alá került, és Észak-Anglia egyik legelőkelőbb családja, a Neville-ek nevelték fel. 

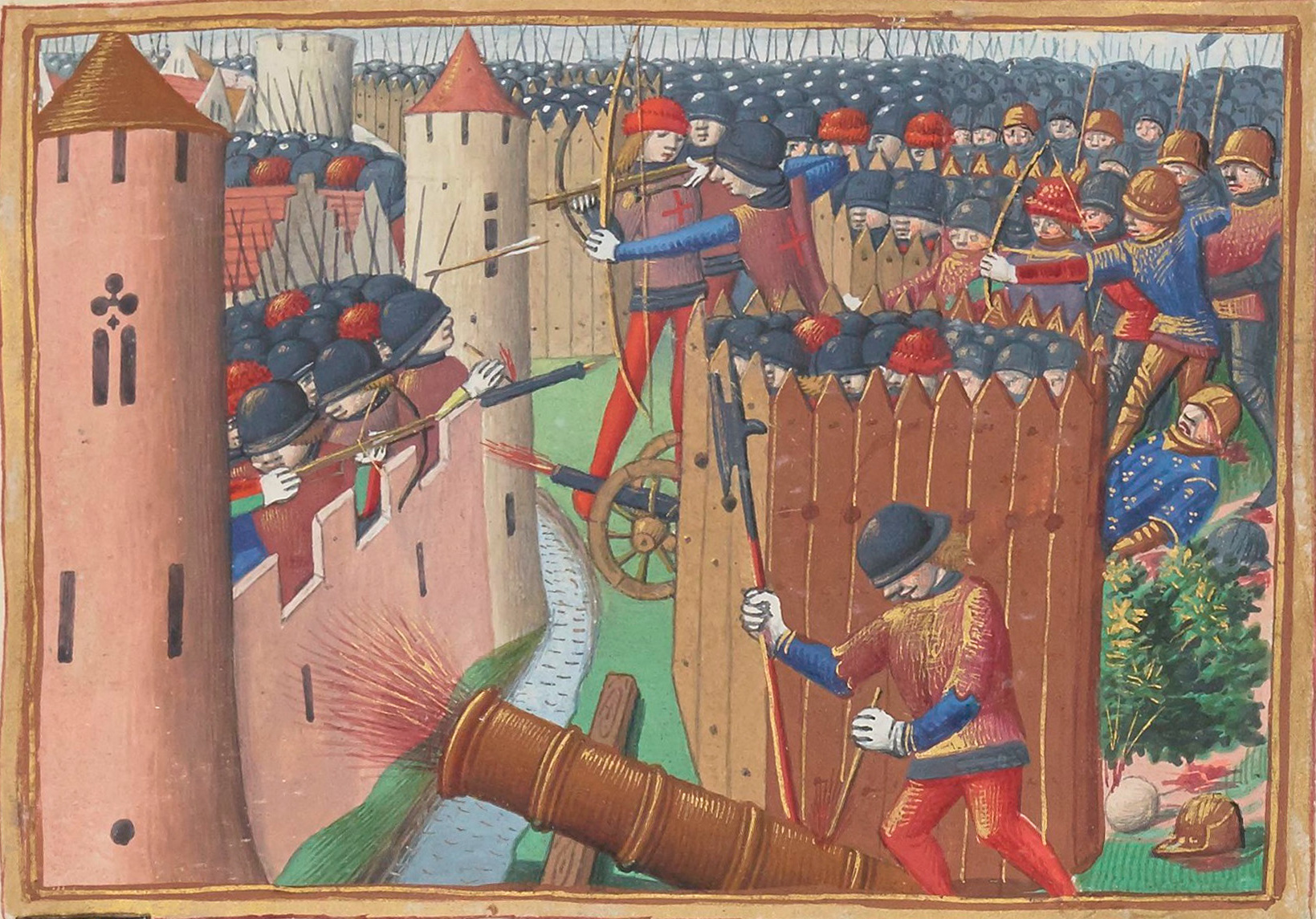
Orléans ostroma egy 15. századi képen

Richárd hatalmas vagyont örökölt Langley-i Edmundtól Yorkshire-ban, Közép-Angliában és London környékén. Ehhez jöttek még az anyai ágról örökölt Mortimer-birtokok Walesben. Hatalmas birtokai voltak az ír területeken is. A yorki hercegség mellett számos más címmel büszkélkedhetett, köztük March és Ulster grófságával, Wigmore, Clare, Trim és Connaught lordságával. Birtokainak jövedelme évi hétezer font volt. Ezeket V. Henrik engedélyével megtarthatta.
Majdnem három hónappal később apai nagybátyja, Edward of Norwich (York második hercege) elesett az agincourt-i ütközetben, gyermekei pedig nem voltak, így Richárd lett címei és hatalmas vagyona egyetlen örököse mint a legközelebbi férfi rokon a családban. Tizenhárom évesen jegyezte el a kilencéves Cecily Neville-t, Ralph Neville, Westmorland grófjának lányát, akitől több gyereke született.
Ez a származás és családi háttér határozta meg később Richárd politikai karrierjét. Anyja révén erősebb jogot formált a trónra, mint a hatalmon lévő Lancaster-ház, és gazdag örökségei segítségével – York harmadik hercege, March hatodik grófja, Cambridge negyedik grófja és Ulster hetedik grófja volt – a király utáni leggazdagabb ember volt az országban.
II. Richárd örökös nélkül halt meg 1400-ban, és a koronára a Plantagenet-ház két ága, a York- és a Lancaster-dinasztia egyaránt vágyott, de az utóbbi szerezte meg. Richárd soha nem mondott le a Yorkok trónigényéről, és különösen akkor erősödött meg benne a vágy a korona megszerzésére, amikor kiderült, hogy a gyengeelméjű uralkodó, VI. Henrik mennyire cselekvésképtelen és milyen könnyen befolyásolható bizalmi emberei és felesége, Anjou Margit által.

## Franciaországban
1426. május 19-én VI. Henrik lovaggá ütötte Yorkot Leicesterben. Richárd 1430 áprilisában elkísérte a királyt Franciaországba, ahonnan csak 1432 februárjában tért vissza Angliába. 1436 januárjában kinevezték Franciaország helytartójának. York júniusban szállt partra Harfleur-nél, néhány héttel azután, hogy a franciák visszafoglalták Párizst. Normandiában a franciák egyre nagyobb területeket foglaltak el, de Yorknak sikerült visszahódítania Fécamp-ot és néhány más települést.
A franciaországi harcok egyre többe kerültek, York sok pénzt költött saját vagyonából, amelynek csak egy részét térítették meg számára. 1437 nyarán Richard Beauchamp, Warwick grófja váltotta fel, így York visszatérhetett Angliába. Miután Warwick 1439-ben meghalt Rouen-nál, a király 1440. július 2-án öt évre kinevezte Richárdot Franciaország és Normandia fővezérének és kormányzójának. Állomáshelyére 1441 júniusában érkezett meg. A francia támadások egyre erőteljesebbek lettek, és az akadozó források miatt valószínűtlennek tűnt, hogy Normandiát meg lehet tartani.
1443-ban John Beaufort, Somerset hercege lett Franciaország és Gascogne helytartója és főkapitánya. A kinevezés kiváltotta York haragját, hiszen Somerset nagyobb sereget irányíthatott, mint ő, sőt 25 ezer fontot kapott költségeinek fedezésére előre, míg Richárd herceget csak türelemre intették, holott a korona kétévnyi járandósággal tartozott neki: 1446-ban már több mint 38 ezer fonttal volt adósa a kormányzat.

## Visszatérés
1445-ben, megbízásának lejárta után, a herceget visszahívták Angliába. Az udvar úgy döntött, hogy Yorkot kirekeszti a hatalomból, ezért 1447-ben kinevezték Írország helytartójának tíz évre. Franciaország helytartói tisztét, amelyet annyira szeretett volna megkapni, John Beaufort öccse, az új somerseti herceg, Edmund kapta meg. Ezek a történések Yorkot végképp szembefordították a királyi párttal, legfőbb ellensége pedig Edmund Beaufort lett.
York csak 1449. július 6-án érkezett meg Írországba. London ismét elmulasztotta fizetni járandóságát, így 1450-re újabb tízezer fontot veszített. Kénytelen volt kölcsönkérni, illetve birtokainak egy részét eladni. Ez csak növelte az udvar iránt érzett csalódottságát, hiszen hiába szolgálta hűségesen VI. Henriket Franciaországban, és hiába áldozott a saját vagyonából Angliára, a köszönet elmaradt. Ebben az időben Richárd volt Anglia legnagyobb egyéni hitelezője, és míg az udvarnál jobban helyezkedők pénzükhöz jutottak, ő hiába várta, hogy kifizessék.

## Lázadás az udvar ellen

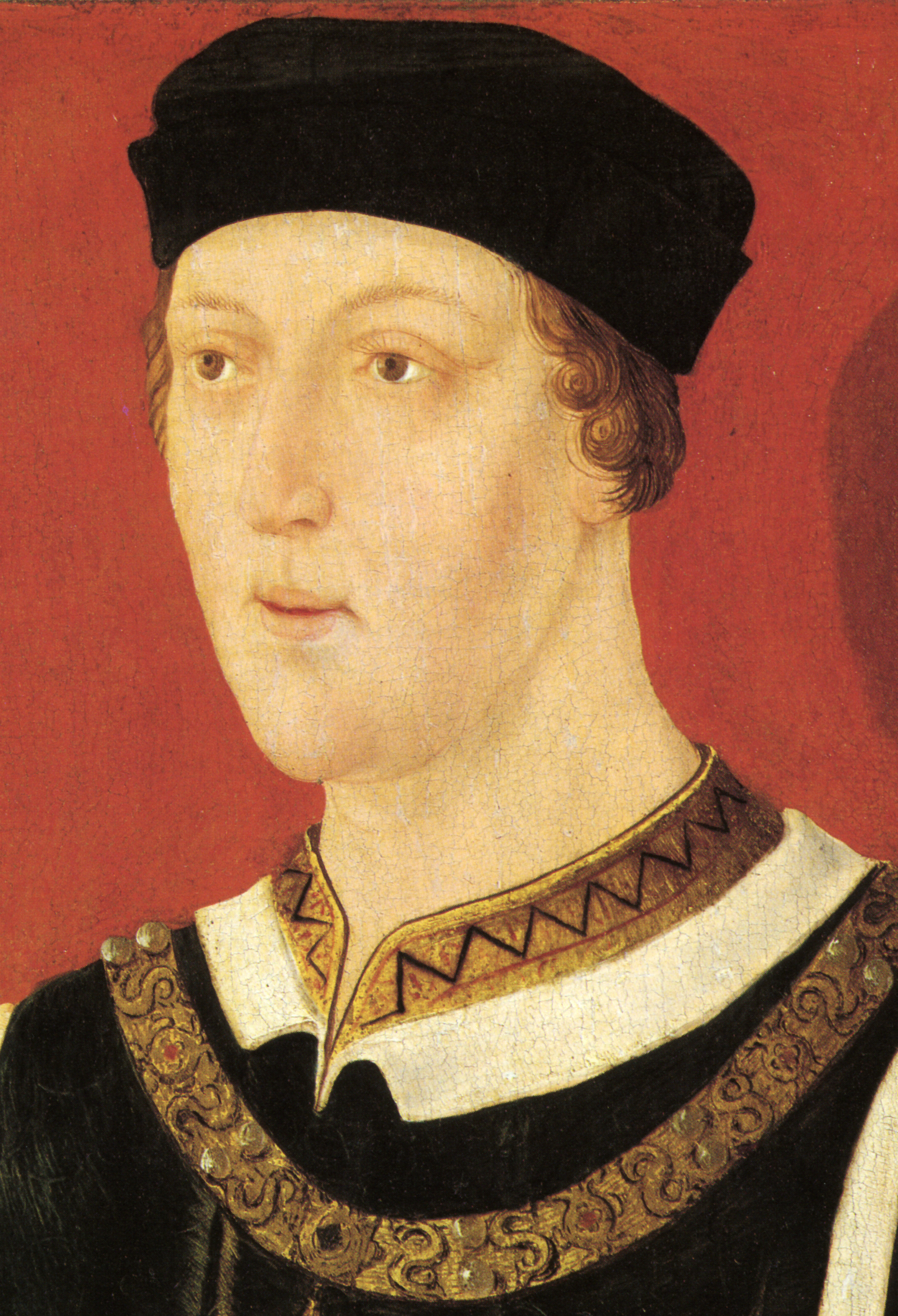
VI. Henrik, a gyengeelméjű király

York 1450 szeptemberében úgy döntött, hogy Észak-Walesen keresztül visszatér Angliába. Ezt a lépését elsősorban az indokolta, hogy Somerset augusztus elején visszajött Franciaországból, és mindketten szerették volna megszerezni a Jack Cade-lázadás nyomán kivégzett királyi főtanácsadó, William de la Pole, Suffolk hercegének helyét. York a sok egyéni sérelmen túl azért is tartott Somersettől, mert a Beaufortok is III. Eduárdtól származtak, igaz, IV. Henrik kizárta őket a trónöröklésből.  Yorknak azonban semmi biztosítéka nem volt arra, hogy ez így is marad.
Richárd érkezése zűrzavart okozott az udvarban, mivel nem ismerték szándékait. Le akarták tartóztatni, de York erős, nagyjából négyezer fős katonai kísérettel érkezett Westminsterbe. Amikor a király fogadta, York a vele kapcsolatos bánásmódra panaszkodott, illetve igazságot és a törvények részrehajlás nélküli végrehajtását kérte. Felajánlotta szolgálatait az uralkodónak, azt kérve, nevezze ki főtanácsadónak, és kapja meg a szükséges jogokat az udvartartás reformjához.
York a züllés közepette a rend legfőbb támogatójának tüntette fel magát. Ez Suffolk kivégzése és a Jack Cade-felkelés sikere után tetszett a közembereknek, de annál kevésbé a király köreinek. York terveivel Kelet-Angliában és Közép-Angliában „kampányolt”. VI. Henrik azonban nyilatkozattal válaszolt, amelyben elutasította, hogy csak York tanácsaira hallgasson.
1451-ben tovább nőtt ellenlábasa, Somerset hatalma, ugyanis a herceget kinevezték Calais parancsnokának. York válaszul felkeléseket és a programját támogató demonstrációkat szervezett, nézeteit ismertető röplapokat nyomatott, amelyekben Somersetet tette felelőssé a franciaországi vereségekért.
Erőfeszítései ellenére nem sikerült komoly támogatást szereznie, és a főurak közül is csak kevesen csatlakoztak hozzá. Mindazonáltal az udvar nem mert vele újat húzni, és tárgyalásokba kezdett a herceggel, aki azt mondta: csak akkor bocsátja el csapatait, ha Somersetet őrizetbe veszik a franciaországi kudarcok miatt. Végül 1452 tavaszán egy rövid időre Yorkot vették őrizetbe, de nem állították bíróság elé. Államcsínye nem sikerült.

## A hatalomban
1453-ban gyökeresen megváltozott a helyzet. Július 17-én a franciák szétverték az angol sereget Castillonnál, VI. Henrik pedig idegösszeomlást kapott, és csaknem másfél éven át sem beszélni, sem végtagjait mozgatni nem tudta. A főnemesek egy nagyobb csoportja, a Nevillek vezetésével York mellé állt. Kevéssel karácsony előtt Somersetet a londoni Towerbe záratták. Az Anjou Margit körül csoportosuló urak és York szövetségei közötti hatalmi harcokat az utóbbiak nyerték meg: a parlament 1454 tavaszán Anglia régensének (protektorának) választotta Richárdot.
York átalakította a kormányt, és erőteljes lépéseket tett a rend helyreállítására. Az ország északi részének urai, a Percyk és Henry Holland, Exeter hercege fellázadtak ellene, de Richárd keményen és határozottan lépett fel ellenük. Hatalma azonban nem tartott sokáig, mert a király felépült. Somersetet 1455. február 4-én szabadon engedték, és megkezdődött a kormány ismételt átalakítása. York, Richard Neville, Salisbury grófja és fia, Richard Neville, Warwick grófja, tartva Somerset bosszújától, elhagyta Londont.

## Richárd a rózsák háborújában
Somerset úgy döntött, hogy Yorkot 1454 májusában Leicesterben bíróság elé állíttatja. York és szövetségesei azonban sereget toboroztak, és elindultak dél felé. Somerset hercege csak május 18-án értesült a készülő támadásról, ekkor rendelte el a csapatok összegyűjtését. A királyi udvar azonnal elindult a Londontól 35 kilométerre északra fekvő Saint Albans felé, mert úgy tervezték, hogy ott várják be csapataikat. Május 22-én egy rövid ütközetben a York-párti csapatok legyőzték az uralkodó seregét. A vérengzésben életét vesztette Somerset is. Ez a csata volt a rózsák háborújának első fegyveres összecsapása.

A Yorkok fehér rózsája

York bocsánatot kért a királytól, amiért rátámadt csapataira. A seregét vesztett VI. Henrik nem tehetett mást, megbocsátott a hercegnek. Másnap, május 23-án együtt visszaindultak Londonba, de a király szabadsága csak látszólagos volt. York lett a Tower főparancsnoka, és szövetségeseinek is fontos tisztségeket adott.
A parlament 1455 végén ismét régensnek nevezte ki Yorkot, de alig három hónap múlva, 1456. február 25-én a király felmentette őt. York továbbra is a tanács befolyásos tagja maradt, de Anjou Margit, féltve fia örökségét, szervezkedni kezdett ellene, és elérte több megbízható társának elmozdítását. A megváltozott politikai áramlatok egyik legfontosabb jele Warwick hazarendelése volt Calais-ból. Warwick azonban nem állt bíróság elé, hanem elmenekült Londonból.
Ekkor mindkét oldal fegyverkezni kezdett, és Salisbury York-párti serege Blore Heath-nél legyőzte az egyik kisebb királypárti segédegységet. A Yorkok Ludford hídjánál építették ki védelmi vonalaikat, de az egyik vezérük, Andrew Trollope átállása után a nagyurak kénytelenek voltak elmenekülni. Yorki Richárd Írországba hajózott, ahol közölte: ő a király helytartója.
Angliában eközben a királyné vezette főurak megkezdték York kisebb-nagyobb szövetségeseinek megbüntetését, valamint folyamatosan ostromolták Calais-t, amelybe Warwick húzódott vissza. 1459 márciusában Warwick elhajózott Írországba, ahol hosszasan egyeztetett Yorkkal.
1460 júniusának elején a Calais-i egység elfoglalta Sandwichet, és így kiépítette angliai hídfőállását. A nyár folyamán az oda érkező csapatok elindultak London felé, és útközben a sereg egyre nagyobbra duzzadt. A fővárost könnyen elfoglalták, majd elindultak Northampton felé, ahol a király csapatai állomásoztak. A csata 1460. július 10-én zajlott le, és VI. Henrik ismét fogságba esett.
York Írországból szeptember első hetében Chesterbe hajózott, ahol támogatóival tudatta, hogy igényt tart a koronára. Ezután a walesi határvidéken és Közép-Anglia nyugati grófságain haladt keresztül, és összegyűjtötte híveit. Terveit azonban nem támogatták egyöntetűen a főurak, és a parlament sem fosztotta meg trónjától VI. Henriket. A yorki hercegnek csak annyit sikerült elérnie, hogy ígéretet kapott, ha a király meghal, ő vagy örökösei foglalhatják el a trónt.
Ez a dekrétum, amely 1460. október 24-én született, alapot adott VI. Henrik feleségének, Anjou Margitnak, hogy újrakezdje a polgárháborút fia jussáért. Az ősz során egyre többen csatlakoztak a Lancaster-pártiakhoz, és elkerülhetetlenné vált a két oldal újabb ütközete. Az 1460. december 30-ai wakefieldi csatában a király csapatai nyertek, York az ütközetben meghalt. A fotheringhay-i Szűz Mária és Mindenszentek templomban helyezték végső nyugalomra.

## Utódai
Yorki Richárd ugyan nem tudta megszerezni a koronát magának, de ez sikerült fiának, aki IV. Eduárd néven két alkalommal, 1461. március 4. és 1470. október 30. között, illetve 1471. április 11–étől 1483. április 9-ig uralkodott. Második uralkodása idején végleg leszámolt az örök ellenséggel, a Lancaster-házzal. A York-ház még két királyt adott Angliának, York unokáját, aki V. Eduárdként lépett trónra, illetve legkisebb fiát, az V. Eduárdot meggyilkoltató III. Richárdot.
Richárd volt Yorki Erzsébet angol királyné apai nagyapja, VIII. Henrik angol uralkodó dédapja és VI. Eduárd angol király, I. Mária és I. Erzsébet angol királynők ükapja. Ezenkívül leszármazottai között van I. Johanna angol királynő, Stuart Mária francia királyné és skót királynő, Stuart Henrik címzetes skót király, I. Jakab angol király, I. Károly angol király, II. Károly angol király, II. Jakab angol király, II. Mária és Anna királynő is. Özvegye többé nem ment férjhez. 1495. május 31-én, 80 évesen érte őt utol a halál, a Berkhamsted kastélyban, Hertfordshire megyében.